# ヴェニアーノ
ヴェニアーノ（伊: Veniano）は、イタリア共和国ロンバルディア州コモ県にある、人口約3,100人の基礎自治体（コムーネ）。

## 地理

### 位置・広がり
コモ県南西部のコムーネ。県都コモから南西へ13kmの距離にある。

#### 隣接コムーネ
隣接するコムーネは以下の通り。
- アッピアーノ・ジェンティーレ
- フェネグロ
- グアンツァーテ
- ルラーゴ・マリノーネ

### 地震分類
イタリアの地震リスク階級 (it) では、4 に分類される
。

## 行政

### 分離集落
ヴェニアーノには、以下の分離集落（フラツィオーネ）がある。
- Cascina Somigliana, Veniano Inferiore, Veniano Superiore